# Aufnahme von RAF-Aussteigern in der DDR
Zur Aufnahme von RAF-Aussteigern in der DDR kam es 1980 und 1982. Zehn Personen aus der linksextremistischen Terrororganisation Rote Armee Fraktion (RAF) und deren Umfeld wurden mit Unterstützung des Ministeriums für Staatssicherheit (MfS) in der DDR ansässig und erhielten dort falsche Identitäten. Kurz nach dem Ende der SED-Diktatur in der DDR wurden sie enttarnt, an die Bundesrepublik Deutschland ausgeliefert, vor Gericht gestellt und größtenteils zu Freiheitsstrafen verurteilt.

## Ablauf
Im Frühjahr 1978 kam es auf dem Flughafen Berlin-Schönefeld zur ersten Begegnung der Terroristin Inge Viett – damals noch Mitglied der Bewegung 2. Juni – mit Harry Dahl, dem Chef der Terrorabwehr der DDR-Staatssicherheit. Nachdem Viett zunächst mit gefälschten Papieren aufgefallen war, durfte sie nach einem zweistündigen Gespräch mit Dahl nach West-Berlin ausreisen.
Am 27. Mai 1978 befreite ein Kommando der Bewegung 2. Juni, zu dem auch Viett gehörte, Till Meyer aus dem Gefängnis Berlin-Moabit. Die Terroristen wollten über Ost-Berlin nach Bulgarien flüchten. An der Grenzübergangsstelle Friedrichstraße fiel die Gruppe wegen gefälschter Pässe auf, außerdem wurden bei Leibesvisitationen Waffen gefunden. Viett berief sich auf ihr Treffen mit dem Mitarbeiter der Staatssicherheit, was tatsächlich zur Aushändigung der Waffen und unbeeinträchtigten Einreise in die DDR führte. Die Gruppe reiste weiter nach Bulgarien. Dort entgingen Viett, Ingrid Siepmann und Regina Nicolai  nur knapp dem Zugriff des Bundeskriminalamts und flohen weiter in die Tschechoslowakei, in der die drei am 27. Juni 1978 vom tschechoslowakischen Geheimdienst verhaftet und nach Prag gebracht wurden. Viett nannte ihren Klarnamen und forderte eine Kontaktaufnahme mit den DDR-Behörden. Die Terroristinnen wurden von drei Mitarbeitern der DDR-Staatssicherheit aus dem Gefängnis abgeholt und in die DDR gebracht. Dort hielten sie sich vom 28. Juni bis zum 12. Juli 1978 in einem Objekt der Staatssicherheit auf, bevor ihnen dann über Berlin-Schönefeld der Abflug nach Bagdad ermöglicht wurde.
Im Mai 1980 trafen Viett und Dahl sich erneut, diesmal in einem Haus nahe Königs Wusterhausen. Zunächst bat Viett um Mithilfe der DDR bei der Suche nach einem sozialistischen Land, das acht zum Ausstieg entschlossene RAF-Mitglieder aufnehmen würde. Nach weiteren Gesprächen machte das MfS das Angebot, die Aussteiger in der DDR aufzunehmen. Diese reisten daraufhin zunächst über verschlungene Umwege nach Prag. Dort trafen sie auf Inge Viett, die sie über das Untertauchen in der DDR informierte. Während Viett in den Westen zurückkehrte, reisten die RAF-Aussteiger am 1. September 1980 in die DDR ein. Zu dieser Gruppe der Aussteiger gehörten Ralf Friedrich und Sigrid Sternebeck, die in Prag geheiratet hatten, Susanne Albrecht, Monika Helbing und Ekkehard von Seckendorff-Gudent, Silke Maier-Witt, Werner Lotze sowie Christine Dümlein. Nach allen wurde auf den Fahndungslisten von Interpol weltweit gesucht.
Zunächst wurden sie im vom MfS als „Objekt 74“ bezeichneten Forsthaus Briesen (52° 18′ 16,4″ N, 14° 13′ 29,2″ O)  untergebracht und einige Wochen geschult, um sie auf das Leben in der DDR vorzubereiten. Die Aussteiger erhielten neue legendierte Identitäten, die sie dort auswendig lernten, gefälschte Geburts- und Heiratsurkunden, Schul- und Ausbildungszeugnisse und schließlich Wohnungen und Arbeitsplätze in verschiedenen Städten der DDR. Am 8. Oktober 1980 erhielten die Aussteiger die Staatsbürgerschaft der DDR verliehen.

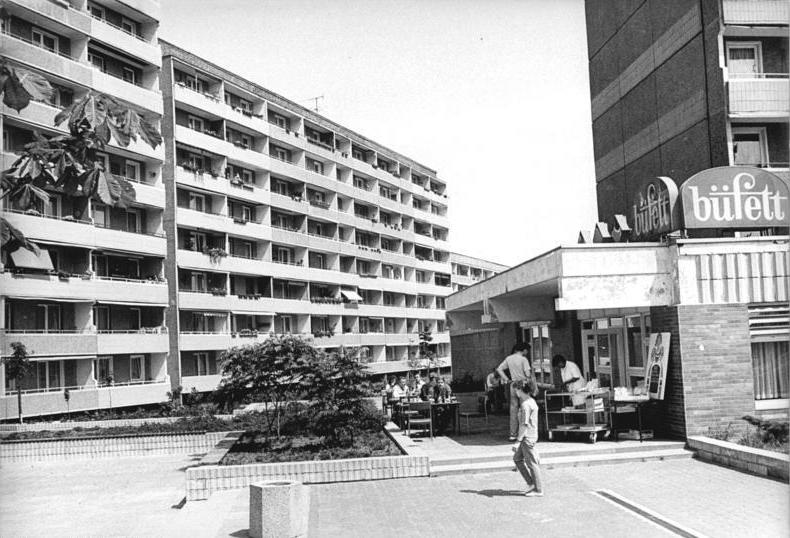
In diesem Haus im Cottbuser Neubaugebiet Sachsendorf-Madlow wohnte Susanne Albrecht unter dem Namen „Ingrid Jäger“ ab 1980, bis sie Anfang 1985 erkannt wurde.

Während westdeutsche Behörden die Untergetauchten für seit 1980 begangene Anschläge verantwortlich machten, lebten die Aussteiger als Buchdruckerin, Arzt, Maschinist oder Fotografin in Ost-Berlin, Frankfurt (Oder), Senftenberg und Schwedt.
1982 tauchte Henning Beer und 1983 schließlich Inge Viett in der DDR unter.
Der inoffizielle Mitarbeiter der Staatssicherheit und ehemalige Terrorist Till Meyer verbreitete in Artikeln und Gesprächen die gezielte Desinformation, die Terroristen seien „in Damaskus“ oder „sonstwo im Nahen Osten“ untergetaucht.
Das MfS überwachte die Aussteiger bis zu deren Enttarnung vollständig und erfasste die Vorgänge im „Operativvorgang Stern 2“. Die Wohnungen der Aussteiger wurden verwanzt, ihre Telefongespräche abgehört und ein- bis zweimal im Monat fanden Treffen zwischen Betreuern und Betreuten statt. Kontakte untereinander waren den Aussteigern verboten. In einem internen Bericht des MfS von 1985 steht, von der Zehnergruppe gehe keine Gefahr mehr aus. Wörtlich heißt es: „Alle Personen haben sich fest in das berufliche und öffentliche Leben eingegliedert.“
Einmal im Jahr fand ein Treffen der ersten acht Aussteiger im Briesener Forsthaus statt. Unter Aufsicht des MfS feierte man den Jahrestag der Gründung der DDR. Dass sich auch Inge Viett und Henning Beer in der DDR aufhielten, erfuhren die Übrigen erst im Sommer 1990.
Im Laufe der Jahre wurden unter anderem Silke Maier-Witt, Susanne Albrecht und Inge Viett von DDR-Bürgern erkannt oder von westlichen Geheimdiensten identifiziert und mussten ihre Identitäten teilweise sehr schnell wechseln.
Am 13. Dezember 1989 erhielt der Stasi-Generalmajor Heinz Engelhardt die Desinformationsaufgabe, die in westlichen Medien aufkommenden Vermutungen über die Stasiunterstützung für die RAF zu zerstreuen.
Nach dem Ende der SED-Diktatur in der DDR wurde das MfS aufgelöst; die Aussteiger verloren damit ihre bisherigen Betreuer. Nachdem das Bundeskriminalamt seit 1986 mehrere Hinweise auf den Aufenthalt Susanne Albrechts in der DDR bekommen hatte, reichte es im Februar 1990 seine Erkenntnisse über den Verbleib Albrechts und Silke Maier-Witts an das Zentrale Kriminalamt in Ost-Berlin weiter. Daraufhin wurde bis Mitte Mai 1990 Albrechts Aufenthalt in Moskau ermittelt, sie wurde am 6. Juni festgenommen, nachdem sie in die DDR zurückgekehrt war. Inge Viett wurde von einer Nachbarin erkannt und am 12. Juni verhaftet, nachdem im Zusammenhang mit  Albrechts Verhaftung auch über sie im Fernsehen berichtet worden war. Die weiteren RAF-Aussteiger wurden enttarnt, da ihre erhalten gebliebenen Einbürgerungsakten allesamt so außergewöhnlich waren (sehr dünn und mit schwer nachprüfbarem Hintergrund), dass diese Akten anhand dieser Merkmale gefunden, die Aussteiger identifiziert und zwischen dem 14. und 17. Juni verhaftet wurden. Susanne Albrecht, Werner Lotze, Monika Helbing, Silke Maier-Witt, Henning Beer, Inge Viett, Sigrid Sternebeck und Ralf Friedrich wurden für die von ihnen begangenen Straftaten zu Haftstrafen zwischen sechseinhalb und 13 Jahren verurteilt. Die zwei weiteren Personen vorgeworfenen Straftaten waren in der Zwischenzeit verjährt. Im Gegensatz zu den in der Bundesrepublik einsitzenden RAF-Mitgliedern zeigten sich die sogenannten DDR-Aussteiger in den Verfahren kooperativ, sagten umfangreich aus und erhielten teilweise den Status von Kronzeugen.
1990 wurde Erich Mielke unter anderem wegen seiner Mitwirkung verhaftet, 1991 wurde ein Haftbefehl wegen versuchten Mordes durch Unterstützung von RAF-Terroristen erlassen. 1998 wurden alle Verfahren gegen Mielke aus gesundheitlichen Gründen eingestellt. 1997 wurden drei Offiziere des MfS angeklagt und teilweise wegen versuchter Strafvereitelung verurteilt. Der Bundesgerichtshof hob diese Urteile 1998 auf; die Handlungen seien als Ausdruck staatlicher Souveränität hinzunehmen.
Die Frage, inwieweit es über das Aufnehmen der Aussteiger hinaus zur Unterstützung der RAF durch das MfS kam und welche Rolle einzelne Personen hierbei spielten, ist Gegenstand der Forschung. 2017 veröffentlichte der Bundesbeauftragte für die Stasi-Unterlagen eine Auswahl von Materialien aus den Stasi-Unterlagenarchiv über die RAF.

## Film
- Im Jahr 2000 thematisierte Volker Schlöndorff die Ereignisse in dem Film Die Stille nach dem Schuss.
- Im Jahr 2017 thematisierte der Film Verräter – Tod am Meer ebenfalls die Ereignisse, gedreht nach der Romanvorlage Innere Sicherheit von Christa von Bernuth (Piper Verlag, ISBN 978-3-492-04737-1)[19]

## Hörfunkbeiträge
- Monika Dittrich: RAF-Terroristin Susanne Albrecht – Faustpfand für die Stasi, Deutschlandfunk – „Hintergrund“ vom 6. Juni 2015